# Kasihan
Kasihan ist ein Distrikt (Kecamatan) im Regierungsbezirk (Kabupaten) Bantul der Sonderregion Yogyakarta im Süden der Insel Java. Der Kecamatan liegt im Nordosten des Kabupaten und grenzt extern an die Stadt (Kota) Yogyakarta und den Kabupaten Sleman. Ende 2021 zählte Kasihanr 104.961 Einwohner auf 33,28 km² Fläche.

## Geographie
Kasihan grenzt an folgende Kecamatan (Reihenfolge im Uhrzeigersinn):
| Richtung0000 | Name Kec.   | Kabupaten  | Provinz |
| Nordwesten   | Gamping     | Sleman     | DIY*    |
| Norden       | Tegalrejo   | Yogyakarta | DIY*    |
| Nordosten    | Wirobrajan  | Yogyakarta | DIY*    |
| Osten        | Mantrijeron | Yogyakarta | DIY*    |
| Südosten     | Sewon       | Bantul     | DIY*    |
| Südwesten    | Pajangan    | Bantul     | DIY*    |

|}
* D.I.Yogyakarta

## Verwaltungsgliederung
Der Kecamatan (auch Kapanewon genannt) gliedert sich in vier ländliche Dörfer (Desa, auch Kalurahan genannt):
| PUM-Code 1    | Desa         | Fläche (km²) | Bevölkerung zur Volkszählung 2 | Bevölkerung zur Volkszählung 2 | Bevölkerung zur Volkszählung 2 | Bevölkerung zur Volkszählung 2 | Bevölkerung zur Volkszählung 2 | Bevölkerung zur Volkszählung 2 | Padu- kuhan 4 | RT 5 |
| PUM-Code 1    | Desa         | Fläche (km²) | 002000                         | 002010                         | Männer                         | Frauen                         | 002020                         | Dichte 3                       | Padu- kuhan 4 | RT 5 |
| ------------- | ------------ | ------------ | ------------------------------ | ------------------------------ | ------------------------------ | ------------------------------ | ------------------------------ | ------------------------------ | ------------- | ---- |
| 34.02.16.2001 | Bangunjiwo   | 15,43        | 20.178                         | 25.032                         | 15.365                         | 15.324                         | 30.689                         | 1.988,9                        | 19            | 146  |
| 34.02.16.2002 | Tirtonirmolo | 5,13         | 18.958                         | 23.874                         | 12.659                         | 12.590                         | 25.249                         | 4.921,8                        | 12            | 102  |
| 34.02.16.2003 | Tamantirto   | 6,72         | 17.283                         | 25.748                         | 12.350                         | 12.417                         | 24.767                         | 3.685,6                        | 10            | 91   |
| 34.02.16.2004 | Ngestiharjo  | 5,10         | 30.427                         | 36.217                         | 16.944                         | 17.401                         | 34.345                         | 6.734,3                        | 12            | 127  |
| 34.02.16      | Kec. Kasihan | 32,38        | 86.846                         | 110.871                        | 57.318                         | 57.732                         | 115.050                        | 3.553,1                        | 53            | 466  |

## Demographie
Grobeinteilung der Bevölkerung nach Altersgruppen (zum Zensus 2020)
| Altersgruppen | 00Männer | 00Frauen | zusammen |
| ------------- | -------- | -------- | -------- |
| 0 – 14        | 12.559   | 12.228   | 24.787   |
| 15 – 64       | 40.645   | 40.775   | 81.420   |
| 65+           | 4.114    | 4.729    | 8.843    |
| gesamt        | 57.318   | 57.732   | 115.050  |
| anteilig (%)  |          |          |          |
| 0 – 14        | 21,91    | 21,18    | 21,54    |
| 15 – 64       | 70,91    | 70,63    | 70,77    |
| 65+           | 7,18     | 8,19     | 7,69     |

### Bevölkerungsentwicklung
In den Ergebnissen der sieben Volkszählungen seit 1961 ist folgende Entwicklung ersichtlich:
| Einheit/Jahr     | 1961         | 1971         | 1980         | 1990         | 2000         | 2010         | 2020         |
| ---------------- | ------------ | ------------ | ------------ | ------------ | ------------ | ------------ | ------------ |
| Kec. Kasihan     | 35.684       | 42.481       | 51.913       | 68.683       | 86.846       | 110.871      | 115.050      |
| Anteil in %      | 7,15         | 7,47         | 8,18         | 9,86         | 11,12        | 12,16        | 11,67        |
| Kab. Bantul      | 499.163      | 568.627      | 634.442      | 696.905      | 781.013      | 911.503      | 985.770      |
| Sonderregion DIY | 00 2.231.062 | 00 2.487.177 | 00 2.750.025 | 00 2.912.611 | 00 3.120.478 | 00 3.457.491 | 00 3.66.8719 |